# Albrecht ze Šternberka na Úsově a Bzenci
Albrecht ze Šternberka na Úsově a Bzenci byl český šlechtic, který pocházel z moravské větve rodu Šternberků. V roce 1345 byl zemským hejtmanem na Moravě. 

## Život
Jeho otcem byl Zdeslav starší ze Šternberka. Měl bratry Zdeslava ml., Štěpána, Jaroslava a Matouše a dvě sestry, které se staly jeptiškami.  
První písemná zmínka po roce 1317, kdy Albrecht po panu Zdeslavovi držel Pravčice u Kroměříže, je nejasná. První bezpečná zpráva pochází z roku 1332, kdy byl Albrecht uveden jménem spolu s matkou a bratry.  
Roku 1344 získal se svou manželkou Eliškou papežské rozhřešení. V roce 1335 se účastnil se svým bratrem Jaroslavem tažení do Slezska. Spolu s ním pak získal do zástavy panství Úsov. Rozsah Albrechtova majetku není znám, stejně jako dohody, které měl se svým bratrem Jaroslavem. Kolem roku 1360 držel Albrecht královský hrad Bzenec, patrně ho měl jako zástavu.  
Zemřel roku 1347 nebo 1348. Zanechal syny Viléma a Aleše a několik dcer, z nichž známe pouze Skonku. 